# Balthasar Gerards Kommando
Balthasar Gerards Kommando (BGK) is een Nederlandse hardcorepunkband.

## Geschiedenis
Begin jaren 80 van de twintigste eeuw werd de groep opgericht nadat zanger Erik Peters de Amsterdamse band The Nitwitz verliet voor de groep Outrageous. The Nitwitz stond bekend als pretpunkband maar met het verlaten van hun zanger besloten ze een nieuwe weg in te gaan en onder nieuwe naam te gaan spelen. De nieuwe groep bestaat dan uit Mathijs Houwink (basgitaar), Tony Leeuwenburgh (basgitaar, gitaar), Steven Walraven (gitaar), Marcel Verhoeven (drums) en René Van De Meer (zang). De band is vernoemd naar de moordenaar van Willem van Oranje.
De band is muzikaal georiënteerd op de hardcore punk zoals men die speelde in de Verenigde Staten: zeer snel gespeelde, in complexiteit variërende punkmuziek met doorgaans ook veel tempowisselingen, dit laatste veelal met het doel uiteindelijk de rest nóg sneller te laten klinken. De bijkomende leefstijl kenmerkte zich door een 'Doe het zelf' instelling, aversie tegen commercie en sterrendom, kledingstijlen en bezoek aan optredens van bands. Maatschappijkritiek was vaak voedingsbodem voor teksten, vooral op zaken die het 'zelf denken, zelf doen', in de weg stonden als godsdienst en religie, oorlogsmultinationals, maar ook drugsgebruik (later in extreme vorm in de straight edge stroming binnen de hardcore, die net als vele (jeugd-)culturen geen statisch gegeven is).
B.G.K. treedt voor het eerst op in 1982 en zal dat blijven doen tot in 1988. Ze debuteert met het album Jonestown Aloha in 1983 en niet veel later volgt een tournee door Europa. Als in 1984 het album 'Jonestown Aloha' wordt uitgegeven door het Amerikaanse Radical Records krijgt de groep nog meer aanvraag en doet het ook een tournee van 35 concerten in Amerika. Op het Europese continent is de groep jaarlijks maanden op tournee. 
Met het in 1986 uitgegeven album Nothing Can Go Wrogn! behaalt men veel succes; het album kende wereldwijd 14.000 verkochte exemplaren en er volgde een tweede uitgebreide tournee door Amerika.
Tegen het eind van 1987 begon het te rommelen in de band, in 1988 vindt er een bezettingswisseling plaats maar dat mocht niet baten want niet veel later houdt de band op te bestaan. De bandleden gaan hun eigen weg, ze spelen later in bands als Loveslug, Morzelpronk, De Kift en Hydromatics. De band komt weer in de aandacht als in 1999 het Amerikaanse label Alternative Tentacles, die ook het tweede album internationaal had uitgebracht, een compilatie-album uitbrengt: "A Dutch Feast: The Complete Works Of Balthasar Gerards Kommando".

## Discografie

### Albums
- 1983 Jonestown Aloha' (Vogelspin Nederland) Amerikaanse release op R Radical Records (1984)
- 1986 Nothing Can Go Wrogn!' (Vogelspin Nederland) Amerikaanse release op Alternative Tentacles (1986)
- 1999 "A Dutch Feast: The Complete Works Of Balthasar Gerards Kommando" (Alternative Tentacles) bevat beide lp's, geremasterd door Dead Kennedys-zanger Jello Biafra, en bijdragen van verzamelplaten.

### Singles
- 1984 White Male Dumbinance

### Verzamelplaten
- Als je haar maar goed zit... Nr. 2 (1983, Vogelspin)
- Emma (dubbel-lp, Konkurrent)
- Viva Umkhonto (lp, Konkurrent)
- Welcome to 1984 (1984, Maximum Rocknroll), later heruitgebracht op cd
- World Class Punk (cassette, ROIR, 1984), later heruitgebracht op cd
- I'm Sure We're Gonna Make It (Epitaph Records)
- PEACE (dubbel-lp, R Radical Records) later heruitgebracht op cd
- Babylon: bleibt fahren, 1985

## Trivia
- De muziek van B.G.K. verschijnt regelmatig ongevraagd op zg. bootlegs, door anonieme derden uitgebrachte piratenversies.
- Zowel in Zwitserland als de VS wordt 'White Male Dumbinance' als bootleg uitgebracht.
- De groep is voorts te horen op:
  - B.G.K. live at CBGB's (cd)
  - 100 % Dutch punk and hardcore (cd)
  - All for one and one for all (verzamel cd)
  - Babylon Bleibt Fahren (LP)
  - Network of Friends vol. 1 (dubbel LP, later uitgebracht als cd op Plastic Bomb Records)
  - Network of Friends vol. 2
  - Killed by Epitaph (dubbel LP, vinyl bootleg van "I'm Sure We're Gonna Make It")
- Een twintigtal hardcorebands nam coverversies van B.G.K.-nummers op voor een cd getiteld Tribute to B.G.K..
- In 2021 ging er een opgave op het havo eindexamen geschiedenis over de tekst van het nummer Regering (krijg de tering). Aan de hand van de tekst moesten kandidaten de standpunten van de punkbeweging vergelijken met die van de provo's in de jaren '60. Het eerste couplet van het nummer stond integraal afgedrukt in het bronnenboekje van het examen.